# Dicliptera minutifolia
Dicliptera minutifolia är en akantusväxtart som beskrevs av Ensermu. Dicliptera minutifolia ingår i släktet Dicliptera och familjen akantusväxter. Inga underarter finns listade i Catalogue of Life.